# واوچوکس
واوچوکس (به فرانسوی: Vauchoux) یک کمون در فرانسه است که در Canton of Port-sur-Saône واقع شده‌است.

## خصوصیات
واوچوکس ۴٫۶۴ کیلومترمربع مساحت و ۱۲۵ نفر جمعیت دارد.